# دره‌شور (زرین‌دشت)
دره‌شور (زرین‌دشت)، روستایی از توابع بخش ایزدخواست شهرستان زرین‌دشت در استان فارس ایران است. آب و هوای این روستا گرم و خشک است.

## جمعیت
این روستا در دهستان ایزدخواست غربی قرار دارد و براساس سرشماری مرکز آمار ایران در سال ۱۳۸۵، جمعیت آن ۱٬۷۶۱ نفر (۳۹۵خانوار) بوده‌است.